# Semecarpus glauciphyllus
Semecarpus glauciphyllus är en sumakväxtart som beskrevs av Adolph Daniel Edward Elmer. Semecarpus glauciphyllus ingår i släktet Semecarpus och familjen sumakväxter. Inga underarter finns listade i Catalogue of Life.